# Martin Lee (Politiker)

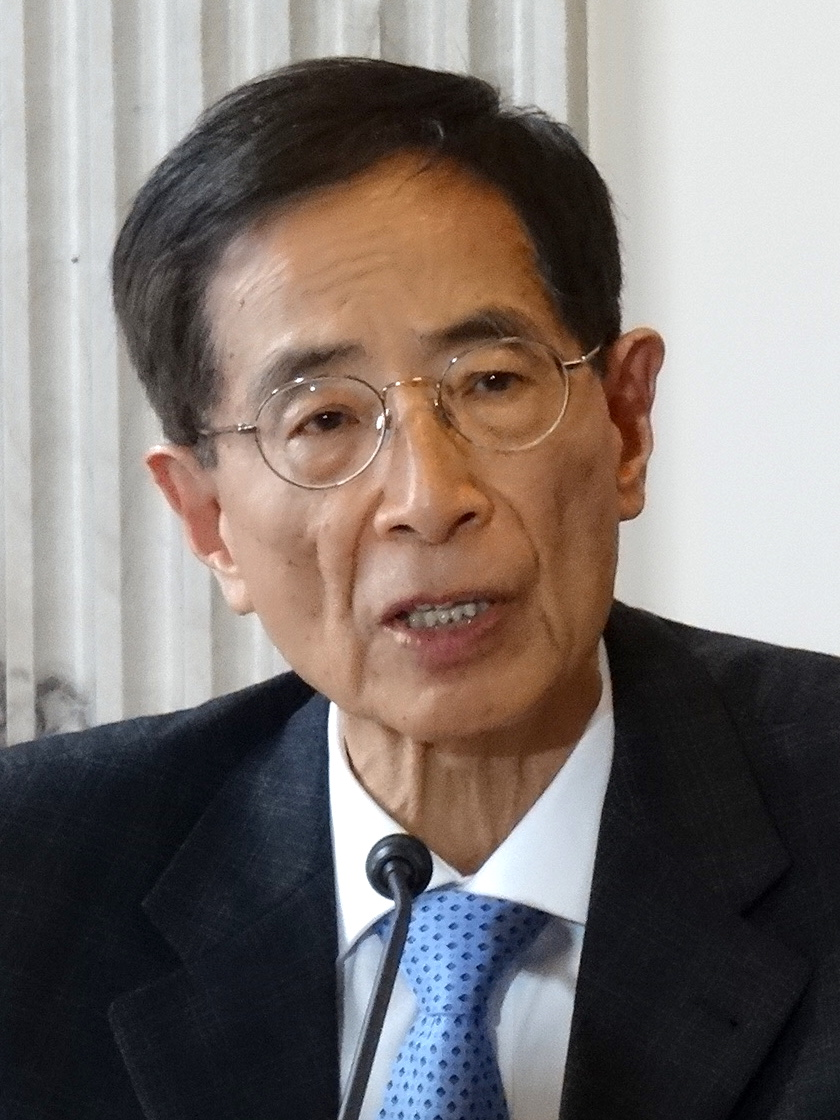
Martin Lee im April 2014

Martin Lee Chu-ming (chinesisch 李柱銘 / 李柱铭, Pinyin Lǐ Zhùmíng, Jyutping Lei5 Cyu5ming4*5, kantonesisch Lee Chu-ming}; * 8. Juni 1938 in Hongkong) ist ein Hongkonger Politiker und Rechtsanwalt. Er ist der Gründungsvorsitzende der United Democrats of Hong Kong und deren Nachfolgerpartei, der Democratic Party, der größten Partei im Pro-Demokratie-Lager in Hongkong. Von 1985 bis 1997 und von 1998 bis 2008 war er Mitglied des Legislativrates von Hongkong. Er wird von seinen Anhängern oft als „Vater der Demokratie“ in Hongkong bezeichnet und gilt als einer der bekanntesten Verfechter für die Stärkung der Demokratie und der Menschenrechte in Hongkong und China.

## Werdegang
Martin Lee besuchte das Wah Yan College in Kowloon und studierte anschließend Englische Literatur und Philosophie an der Universität Hongkong. Nach seinem Abschluss im Jahr 1960 unterrichtete Lee drei Jahre lang, bevor er in das Vereinigte Königreich ging, um am Lincoln’s Inn Rechtswissenschaften zu studieren. Er wurde als Anwalt zugelassen und begann 1966 in Hongkong als solcher zu arbeiten. Während der Unruhen in Hongkong 1967 verteidigte er die Hong Kong Federation of Trade Unions. 1979 wurde er zum Queen’s Counsel ernannt. Von 1980 bis 1983 war er Vorsitzender der „Hongkonger Rechtsanwaltvereinigung“ – Hong Kong Bar Association. Ab Oktober 1985 bis August 1991 vertrat er den funktionalen Wahlkreis des Rechtswesens im Hongkonger Legislativrat und ab Oktober 1991 bis Juni 1997 den Wahlkreis Hong Kong Island East. Von Juli 1998 bis September 2008 vertrat Lee schließlich den Wahlkreis Hong Kong Island. 1990 avancierte er zum Gründungsvorsitzenden der Partei United Democrats of Hong Kong, welche vier Jahre später in der Democratic Party aufging.
Ursprünglich sprach sich Lee für die Übergabe Hongkongs an die Volksrepublik China aus, wurde jedoch schnell besorgt darüber, dass China sich nicht an Vereinbarungen halten und Hongkongs Rechte Schritt für Schritt aushöhlen würde. Vor der Übergabe Hongkongs reiste Lee durch Europa und die Vereinigten Staaten, um seiner Sorge Ausdruck zu verleihen. Er traf sich dabei unter anderem mit Madeleine Albright und Bill Clinton. Lee traf sich ebenso mit Präsident Bill Clinton, als dieser 1998 Hongkong besuchte.
2003 gehörte Lee zu den Gegnern des Sicherheitsgesetzes, welchem die Implementierung des Artikel 23 des Hongkonger Basic Laws vorausgegangen wäre. Dieser hätte Verrat und Volksverhetzung verboten und den Hongkonger Behörden die Befugnis verliehen, auf dem chinesischen Festland verbotene Gruppierungen auch in Hongkong zu verbieten. Im Zuge dieses Streitpunktes kam es in Hongkong zu großem Protest. Während der Proteste in Hongkong 2014 wurde Lee am letzten Tag verhaftet.
2019 flammten die Proteste erneut auf wegen allgemeiner Unzufriedenheit mit der Hongkonger Regierung und die Furcht vor weiterer Einschränkungen der demokratischen Rechte in Hongkong, dessen Kristallisationspunkt die Gesetzgebung zur Straftäterübergabe darstellt, aufgrund eines Beziehungsmords an der Hongkonger Bürgerin Amber Poon (潘曉穎, 1997–2018) durch den mutmaßlichen Täter und Hongkonger Bürger Tony Chan (陳同佳, * 1998) im Februar 2018 in Taipeh. 2019 kämpfte auch Martin Lee bei Demonstrationen für die demokratische Rechte in Hongkong und wurde dafür im April 2020 verhaftet. Ihm wird vorgeworfen sich mit 13 weiteren Personen an der Organisation von illegalen Protesten beteiligt zu haben. Er wurde im April 2021 wegen der Organisation und Teilnahme an einer unerlaubten Versammlung 2019 zu 11 Monaten Haft mit 24 monatigem Aufschub verurteilt. Im Dezember 2024 nutzte der Regierungschef John Lee Ka-chiu sein Recht Martin Lee, ohne nähere Erklärung, den Status als Friedensrichter zu entziehen, aufgrund seiner eigenen Inhaftierung. Als Friedensrichter im Amt ohne Inhaftierung hätte Martin Lee selbst die Möglichkeit gehabt, jede Haftanstalt oder inhaftierte Person besuchen zu dürfen.